# Sport in 2014
Dit artikel is een samenvatting van de belangrijkste feiten uit het sportjaar 2014.

## Olympische Winterspelen
De XXIIe Olympische Winterspelen worden gehouden in Sotsji, Rusland, van 7 tot en met 23 februari 2014. 

## Atletiek
België
- Belgische kampioenschappen indoor

Nederland
- Nederlandse kampioenschappen indoor
- Nederlandse kampioenschappen

Europees kampioenschap
IAAF Diamond League
Wereldkampioenschappen indoor

## Autosport

### Formule 1
- GP van Australië:  Nico Rosberg
- GP van Maleisië:  Lewis Hamilton
- GP van Bahrein:  Lewis Hamilton
- GP van China:  Lewis Hamilton
- GP van Spanje:  Lewis Hamilton
- GP van Monaco:  Nico Rosberg
- GP van Canada:  Daniel Ricciardo
- GP van Oostenrijk:  Nico Rosberg
- GP van Groot-Brittannië:  Lewis Hamilton
- GP van Duitsland:  Nico Rosberg
- GP van Hongarije:  Daniel Ricciardo
- GP van België:  Daniel Ricciardo
- GP van Italië:  Lewis Hamilton
- GP van Singapore:  Lewis Hamilton
- GP van Japan:  Nico Rosberg
- GP van Rusland:  Lewis Hamilton
- GP van de Verenigde Staten:  Lewis Hamilton
- GP van Brazilië:  Nico Rosberg
- GP van Abu Dhabi:  Lewis Hamilton
- Wereldkampioen Coureurs:  Lewis Hamilton
- Wereldkampioen Constructeurs:  Mercedes AMG Petronas Formula One Team

### Overige
- Dakar-rally
  - Auto:  Nani Roma,  Michel Perin, Mini
  - Vrachauto:  Andrey Karginov,  Andrey Mokeev,  Igor Devyatkin, Kamaz
- DTM seizoen:  Marco Wittmann
- GP2-seizoen:  Jolyon Palmer
- GP3-seizoen:  Alex Lynn
- Europees kampioenschap Formule 3:  Esteban Ocon
- ADAC Formel Masters:  Mikkel Jensen
- Masters of Formula 3:  Max Verstappen
- Indy Lights Series:  Gabriel Chaves
- IndyCar Series:  Will Power
- Wereldkampioenschap Rally:  Sébastien Ogier
- WTCC-seizoen:  José María López
- Formule Renault 3.5 Series:  Carlos Sainz jr.

## Badminton
België
Nationale competitieZwijndrecht
Nederland
EredivisieVELO
Carlton GT CupBC Amersfoort
Belgisch kampioenschap
- Mannen enkel: Yuhan Tan
- Vrouwen enkel: Lianne Tan
- Mannen dubbel: Matijs Dierickx / Freek Golinski
- Vrouwen dubbel: Janne Elst / Jelske Snoeck
- Gemengd dubbel: Freek Golinsk / Janne Elst

Nederlands kampioenschap
- Mannen enkel: Eric Pang
- Vrouwen enkel: Gayle Mahulette
- Mannen dubbel: Jacco Arends / Jelle Maas
- Vrouwen dubbel: Selena Piek / Eefje Muskens
- Gemengd dubbel: Jacco Arends / Selena Piek

Europe badminton Circuit
- Mannen enkel:  Pablo Abián
- Vrouwen enkel:  Beatriz Corrales
- Mannen dubbel:  Adam Cwalina / Przemysław Wacha
- Vrouwen dubbel:  Gabriela Stoewa / Stefani Stoewa
- Gemengd dubbel:  Robert James Blair / Imogen Bankier

Europe Cup Primorye Vladivostok
BWF Super Series
- Mannen enkel:  Chen Long
- Vrouwen enkel:  Li Xuerui
- Mannen dubbel:  Lee Yong-dae / Yoo Yeon-seong
- Vrouwen dubbel:  Misaki Matsutomo / Ayaka Takahashi
- Gemengd dubbel:  Xu Chen / Ma Jin

Europese kampioenschappen
- Mannen enkel:  Jan Ø. Jørgensen
- Vrouwen enkel:  Carolina Marín
- Mannen dubbel:  Vladimir Ivanov / Ivan Sozonov
- Vrouwen dubbel:  Christinna Pedersen / Kamilla Rytter Juhl
- Gemengd dubbel:  Joachim Fischer Nielsen / Christinna Pedersen

Europees kampioenschap voor landenteams
- Mannen:  Denemarken
- Vrouwen:  Denemarken

Wereldkampioenschap
- Mannen enkel:  Chen Long
- Vrouwen enkel:  Carolina Marín
- Mannen dubbel:  Ko Sung-hyun / Shin Baek-choel
- Vrouwen dubbel:  Tian Qing / Zhao Yunlei
- Gemengd dubbel:  Zhang Nan / Zhao Yunlei

Thomas Cup Japan
Uber Cup China

## Basketbal
Nederland
- Nederlands kampioen mannen: GasTerra Flames
- Beker mannen: GasTerra Flames
- Supercup mannen:
- Nederlands kampioen vrouwen: CBV Binnenland
- Beker vrouwen: CBV Binnenland
- Supercup vrouwen:

België
- Belgisch kampioen mannen: Telenet Oostende
- Beker mannen: Telenet Oostende
- Belgisch kampioen vrouwen: Royal Castors Braine
- Beker vrouwen: Royal Castors Braine

Europese competities
- Euroleague mannen:  Maccabi Electra Tel Aviv BC
- Euroleague vrouwen:  Galatasaray Odeabank
- EuroCup mannen:  Valencia BC
- EuroCup vrouwen:  Dinamo Moskou
- EuroChallenge mannen:  Grissin Bon Reggio Emilia

Verenigde Staten
National Basketball Association (NBA) San Antonio Spurs
Wereldkampioenschap mannen
Wereldkampioenschap vrouwen

## Biatlon
Wereldbeker biatlon
Algemene wereldbeker
- Mannen:  Martin Fourcade
- Vrouwen:  Kaisa Mäkäräinen

Landenklassement
- Mannen:  Noorwegen
- Vrouwen:  Noorwegen

Sprint
- Mannen 10 km:  Martin Fourcade
- Vrouwen 7.5 km:  Kaisa Mäkäräinen

Achtervolging
- Mannen 12.5 km:  Martin Fourcade
- Vrouwen 10 km:  Kaisa Mäkäräinen

Individueel
- Mannen 20 km:  Emil Hegle Svendsen
- Vrouwen 15 km:  Gabriela Soukalová

Massastart
- Mannen 15 km:  Martin Fourcade
- Vrouwen 12.5 km:  Darja Domratsjeva

Estafette
- Mannen:  Duitsland
- Vrouwen:  Duitsland

## Bobsleeën
Wereldbeker Bobsleeën
Tweemansbob
- Mannen:  Steven Holcomb
- Vrouwen:  Kaillie Humphries

Viermansbob
- Mannen:  Maximilian Arndt

## Boksen
- Europese kampioenschappen vrouwen
- Wereldkampioenschappen vrouwen

## Curling
Wereldkampioenschap mannen Noorwegen
Wereldkampioenschap vrouwen Zwitserland

## Darts
- PDC World Darts Championship
  - Mannen:  Michael van Gerwen
- BDO World Darts Championship
  - Mannen:  Stephen Bunting
  - Vrouwen:  Lisa Ashton

## Freestyleskiën
Wereldbeker
Wereldbeker algemeen
- Mannen:  Mikaël Kingsbury
- Vrouwen:  Hannah Kearney

Aerials
- Mannen:  Liu Zhongqing
- Vrouwen:  Li Nina

Halfpipe
- Mannen:  Justin Dorey
- Vrouwen:  Devin Logan

Moguls/Dual Moguls
- Mannen:  Mikaël Kingsbury
- Vrouwen:  Hannah Kearney

Slopestyle
- Mannen:  Jesper Tjäder
- Vrouwen:  Lisa Zimmermann

Skicross
- Mannen:  Victor Öhling Norberg
- Vrouwen:  Marielle Thompson

Winter X Games
Bigair
- Mannen:  Henrik Harlaut

Halfpipe
- Mannen:  David Wise
- Vrouwen: Maddie Bowman

Slopestyle
- Mannen:  Nick Goepper
- Vrouwen:  Kaya Turski

## Football
Super Bowl Seattle Seahawks

## Handbal
Europees kampioenschap mannen Frankrijk
Europees kampioenschap vrouwen Noorwegen

## Hockey
- World Hockey Player of the Year

Mannen:  Mark Knowles
Vrouwen:  Ellen Hoog

## Honkbal
Major League Baseball
- American League

Kansas City Royals
- National League

San Francisco Giants
- World Series

San Francisco Giants

## Judo
Europese kampioenschappen
Mannen
– 60 kg —  Beslan Moedranov
– 66 kg —  Loïc Korval
– 73 kg —  Dex Elmont
– 81 kg —  Avtandil Tchrikishvili
– 90 kg —  Varlam Liparteliani
–100kg —  Lukáš Krpálek
+100kg —  Teddy Riner
Teams —  Georgië
Vrouwen
–48 kg —  Éva Csernoviczki
–52 kg —  Majlinda Kelmendi
–57 kg —  Automne Pavia
–63 kg —  Clarisse Agbegnenou
–70 kg —  Kim Polling
–78 kg —  Audrey Tcheuméo
+78 kg —  Émilie Andéol
Teams —  Frankrijk
Nederlandse kampioenschappen
Mannen
– 60 kg — Wessel van der Ploeg
– 66 kg — Mikos Salminen
– 73 kg — Richard Smit
– 81 kg — Nick Kelly
– 90 kg — Michel Verhagen
–100kg — Timo Lesterhuis
+100kg — Marvin de la Croes
Vrouwen
–48 kg — Mandy Tjokroatmo
–52 kg — Birgit Ente
–57 kg — Hilde Jager
–63 kg — Antoinette Hennink
–70 kg — Yvonne Odink
–78 kg — Karen Stevenson
+78 kg — Lena Buseman

## Korfbal
Nederland
- Veldkampioen: KZ/Hiltex
- Zaalkampioen: KV TOP

## Langlaufen
Wereldbeker langlaufen
Algemene wereldbeker
- Mannen:  Martin Johnsrud Sundby
- Vrouwen:  Therese Johaug

Afstandswereldbeker
- Mannen:  Martin Johnsrud Sundby
- Vrouwen:  Therese Johaug

Sprintwereldbeker
- Mannen:  Ola Vigen Hattestad
- Vrouwen:  Kikkan Randall

Tour de Ski
Algemeen klassement
- Mannen:  Martin Johnsrud Sundby
- Vrouwen:  Therese Johaug

Sprintklassement
- Mannen:  Martin Johnsrud Sundby
- Vrouwen:  Astrid Jacobsen

## Motorsport

### Wegrace
Wereldkampioenschap wegrace
MotoGP
- Coureur:  Marc Márquez
- Constructeur:  Honda

Moto2
- Coureur:  Esteve Rabat
- Constructeur:  Kalex Engineering

Moto3
- Coureur:  Álex Márquez
- Constructeur:  KTM

Superbike
- Coureur:  Sylvain Guintoli
- Constructeur:  Aprillia

Supersport
- Coureur:  Michael van der Mark
- Constructeur:  Honda

Zijspannen
- Coureurs:  Tim Reeves  Gregory Cluze
- Constructeur:  LCR-Kawasaki

### Motorcross
Wereldkampioenschap Motorcross
MXGP
- Coureur:  Antonio Cairoli
- Constructeur:  KTM

MX2
- Coureur:  Jordi Tixier
- Constructeur:  KTM

Motorcross der Naties
- Land + coureurs:  Frankrijk (Gautier Paulin, Dylan Ferrandis, Steven Frossard)

Zijspannen
- Coureurs:  Ben Adriaenssen  Ben van de Bogaart
- Constructeur:  Husqvarna-WSP

Dakar-rally
- Motor:  Marc Coma, KTM
- Quad:  Ignacio Casale, Yamaha

## Noordse combinatie
Wereldbeker
- Algemene wereldbeker:  Eric Frenzel
- Landenklassement:  Duitsland

## Rugby
- Zeslandentoernooi:  Ierland

## Schaatsen

### Langebaanschaatsen
NK allround
- Mannen: Koen Verweij
- Vrouwen:  Yvonne Nauta

Belgische kampioenschappen allround
- Mannen minivierkamp: Quinten van de Sande
- Vrouwen minivierkamp: Jelena Peeters

NK afstanden
- Mannen 500 m: Jan Smeekens
- Vrouwen 500 m: Margot Boer
- Mannen 1000 m: Kjeld Nuis
- Vrouwen 1000 m: Marrit Leenstra
- Mannen 1500 m: Koen Verweij
- Vrouwen 1500 m: Jorien ter Mors
- Mannen 5000 m: Sven Kramer
- Vrouwen 3000 m: Ireen Wüst
- Mannen 10.000 m: Sven Kramer
- Vrouwen 5000 m: Yvonne Nauta

EK allround
- Mannen:  Jan Blokhuijsen
- Vrouwen:  Ireen Wüst

WK allround
- Mannen:  Koen Verweij
- Vrouwen:  Ireen Wüst

NK sprint
- Mannen:   Michel Mulder
- Vrouwen:  Margot Boer

WK sprint
- Mannen:  Michel Mulder
- Vrouwen:  Yu Jing

Wereldbeker
- Mannen 500 m:  Ronald Mulder
- Vrouwen 500 m:  Olga Fatkoelina
- Mannen 1000 m:  Shani Davis
- Vrouwen 1000 m:  Heather Richardson
- Mannen 1500 m:  Koen Verweij
- Vrouwen 1500 m:  Ireen Wüst
- Mannen 5 - 10 km:  Jorrit Bergsma
- Vrouwen 3 - 5 km:  Martina Sáblíková
- Mannen massastart:  Bob de Vries
- Vrouwen massastart:  Francesca Lollobrigida
- Mannen Team:  Nederland
- Vrouwen Team:  Nederland
- Mannen Grand World Cup:  Shani Davis
- Vrouwen Grand World Cup:  Heather Richardson

### Marathonschaatsen
Marathon KNSB-Cup
- Mannen: Bob de Vries
- Vrouwen: Mariska Huisman

NK Marathonschaatsen op natuurijs
- Mannen: Niet verreden
- Vrouwen: Niet verreden

NK Marathonschaatsen op kunstijs
- Mannen: Arjan Stroetinga
- Vrouwen: Foske Tamar van der Wal

### Shorttrack
NK Shorttrack
- Mannen:  Sjinkie Knegt
- Vrouwen:  Jorien ter Mors

EK shorttrack
- Mannen:  Viktor An
- Aflossing:  Dmitry Migunov, Viktor An, Semjon Jelistratov, Vladimir Grigorev
- Vrouwen:  Jorien ter Mors
- Aflossing:  Lara van Ruijven, Jorien ter Mors, Sanne van Kerkhof, Yara van Kerkhof

WK Shorttrack
- Mannen:  Viktor An
- Aflossing:  Daan Breeuwsma, Niels Kerstholt, Sjinkie Knegt, Freek van der Wart
- Vrouwen:  Shim Suk-hee
- Aflossing:  Fan Kexin, Han Yutong, Kong Xue, Liu Qiuhong

Wereldbeker shorttrack
- Mannen 500 m:  Viktor An
- Mannen 1000 m:  Charles Hamelin
- Mannen 1500 m:  Charles Hamelin
- Mannen Team:  Verenigde Staten
- Vrouwen 500 m:  Wang Meng
- Vrouwen 1000 m:  Shim Suk-hee
- Vrouwen 1500 m:  Shim Suk-hee
- Vrouwen Team:  Zuid-Korea

### Alternatieve Elfstedentocht
Alternatieve Elfstedentocht Weissensee
- Mannen: Niet verreden
- Vrouwen: Niet verreden

Alternatieve Elfstedentocht Kuopio
- Mannen:  Youri Takken
- Vrouwen:  Ylinen Susanna

### Kunstschaatsen
NK kunstschaatsen
- Mannen: Thomas Kennes
- Vrouwen: Eva Lim

EK kunstschaatsen
- Mannen:  Javier Fernández López
- Vrouwen:  Joelia Lipnitskaja
- Paren:  Tatjana Volosozjar / Maksim Trankov
- IJsdansen:  Anna Cappellini / Luca Lanotte

WK kunstschaatsen
- Mannen:  Yuzuru Hanyu
- Vrouwen:  Mao Asada
- Paren:  Aliona Savchenko / Robin Szolkowy
- IJsdansen:  Anna Cappellini / Luca Lanotte

## Schansspringen
Vierschansentoernooi Thomas Diethart

## Skeleton
Wereldbeker
- Mannen:  Martins Dukurs
- Vrouwen:  Lizzy Yarnold

## Skiën
Wereldbeker alpineskiën
Algemene wereldbeker
- Mannen:  Marcel Hirscher
- Vrouwen:  Anna Fenninger

Combinatie
- Mannen:  Alexis Pinturault
- Vrouwen:  Marie-Michèle Gagnon

Afdaling
- Mannen:  Aksel Lund Svindal
- Vrouwen:  Maria Höfl-Riesch

Super-G
- Mannen:  Aksel Lund Svindal
- Vrouwen:  Lara Gut

Slalom
- Mannen:  Marcel Hirscher
- Vrouwen:  Mikaela Shiffrin

Reuzenslalom
- Mannen:  Ted Ligety
- Vrouwen:  Anna Fenninger

Landenwedstrijd Zwitserland

## Snooker
- World Championship:  Mark Selby wint van  Ronnie O'Sullivan met 18-14

World Ranking-toernooien
- German Masters:  Ding Junhui
- Welsh Open:  Ronnie O'Sullivan
- World Open:  Shaun Murphy
- China Open:  Ding Junhui
- UK Championship:  Ronnie O'Sullivan

Overige toernooien
- Masters:  Ronnie O'Sullivan

## Tennis
ATP-seizoen
WTA-seizoen
Australian Open
- Mannenenkel:  Stanislas Wawrinka
- Vrouwenenkel:  Li Na
- Mannendubbel:  Łukasz Kubot,  Robert Lindstedt
- Vrouwendubbel:  Sara Errani,  Roberta Vinci
- Gemengddubbel:  Kristina Mladenovic,  Daniel Nestor

Roland Garros
- Mannenenkel:  Rafael Nadal
- Vrouwenenkel:  Maria Sjarapova
- Mannendubbel:  Julien Benneteau,  Édouard Roger-Vasselin
- Vrouwendubbel:  Hsieh Su-wei,  Peng Shuai
- Gemengddubbel:  Anna-Lena Grönefeld,  Jean-Julien Rojer

Wimbledon
- Mannenenkel:  Novak Đoković
- Vrouwenenkel:  Petra Kvitová
- Mannendubbel:  Vasek Pospisil,  Jack Sock
- Vrouwendubbel:  Sara Errani,  Roberta Vinci
- Gemengddubbel:  Samantha Stosur,  Nenad Zimonjić

US Open
- Mannen:  Marin Čilić
- Vrouwen:  Serena Williams
- Mannendubbel:  Bob Bryan /  Mike Bryan
- Vrouwendubbel:  Jekaterina Makarova /  Jelena Vesnina
- Gemenddubbel:  Sania Mirza /  Bruno Soares

Davis Cup Zwitserland
Fed Cup Tsjechië
Hopman Cup
- Mannenenkel:  Jo-Wilfried Tsonga
- Vrouwenenkel:  Agnieszka Radwańska
- Gemengddubbel:   Alizé Cornet,  Jo-Wilfried Tsonga
- Landenteams:  Frankrijk

## Voetbal

### Internationale toernooien
Mannen
Wereldkampioenschap Duitsland
UEFA Champions League Real Madrid
UEFA Europa League Sevilla FC
Europese Supercup Real Madrid
Europees kampioenschap onder 17 Engeland
Europees kampioenschap onder 19 Duitsland
African Championship of Nations Libië
AFC Challenge Cup Palestina
Vrouwen
UEFA Champions League VfL Wolfsburg
Europees kampioenschap onder 17 Duitsland
Wereldkampioenschap onder 17 Japan
Europees kampioenschap onder 19 Nederland
Aziatisch kampioenschap Japan

### Nationale kampioenschappen
Mannen
 België
- Jupiler Pro League: RSC Anderlecht
- Beker van België: KSC Lokeren
- Supercup: RSC Anderlecht
- Topschutter: Hamdi Harbaoui

 Engeland
- Premier League: Manchester City
- Capital One Cup: Manchester City
- FA Cup: Arsenal
- FA Community Shield:
- Topschutter: Luis Suárez

 Frankrijk
- Ligue 1: Paris Saint-Germain
- Coupe de France: EA Guingamp
- Coupe de la Ligue: Paris Saint-Germain
- Trophée des Champions: Paris Saint-Germain
- Topschutter: Zlatan Ibrahimović

 Duitsland
- Bundesliga: Bayern München
- DFB-Pokal: Bayern München
- Supercup: Borussia Dortmund
- Topschutter: Robert Lewandowski

 Italië
- Serie A: Juventus FC
- Coppa Italia: Napoli
- Supercoppa: Napoli
- Topschutter: Ciro Immobile

 Nederland
- Eredivisie: Ajax
- Eerste divisie: Willem ll
- KNVB beker: PEC Zwolle
- Johan Cruijff Schaal: PEC Zwolle
- Topschutter: Alfreð Finnbogason

 Spanje
- Primera División: Atlético Madrid
- Copa del Rey: Real Madrid
- Supercopa: Atlético Madrid
- Topschutter: Cristiano Ronaldo

 Japan
- J-League: Gamba Osaka
- J-League Cup: Gamba Osaka

 Rusland
- Premjer-Liga: CSKA Moskou
- Beker van Rusland: FK Rostov
- Supercup: CSKA Moskou
- Topschutter: Seydou Doumbia

Vrouwen
 Nederland /  België
- BeNe League: FC Twente

 Nederland
- KNVB beker: Ajax

 België
- Beker van België: Standard Luik

### Prijzen
- Belgische Gouden Schoen: Dennis Praet
- Nederlandse Gouden Schoen:
- Europees voetballer van het jaar:
- FIFA Ballon d'Or:  Cristiano Ronaldo

## Volleybal
- Belgisch kampioen bij de mannen:
- Belgische bekerwinnaar bij de mannen:
- Belgisch kampioen bij de vrouwen:

## Wielrennen

### Wegwielrennen
Ronde van Italië
- Algemeen klassement:  Nairo Quintana
- Bergklassement:  Julián Arredondo
- Puntenklassement:  Nacer Bouhanni
- Jongerenklassement:  Nairo Quintana
- Ploegenklassement:  AG2R La Mondiale

 Ronde van Frankrijk
- Algemeen klassement:  Vincenzo Nibali
- Bergklassement:  Rafał Majka
- Puntenklassement:  Peter Sagan
- Jongerenklassement: Thibaut Pinot
- Ploegenklassement:  AG2R La Mondiale

 Ronde van Spanje
- Algemeen klassement:  Alberto Contador
- Puntenklassement:  John Degenkolb
- Bergklassement:  Luis León Sánchez
- Combinatieklassement:  Alberto Contador
- Team:  Katjoesja

UCI World Tour
- World Tour-klassement:  Alejandro Valverde
- Ploegenklassement:  Team Movistar
- Landenklassement:  Spanje
- Tour Down Under:  Simon Gerrans
- Parijs-Nice:  Carlos Betancur
- Tirreno–Adriatico:  Alberto Contador
- Milaan-San Remo:  Alexander Kristoff
- E3 Harelbeke:  Peter Sagan
- Ronde van Catalonië:  Joaquim Rodríguez
- Gent-Wevelgem:  John Degenkolb
- Ronde van Vlaanderen:  Fabian Cancellara
- Ronde van het Baskenland:  Alberto Contador
- Parijs-Roubaix:  Niki Terpstra
- Amstel Gold Race:  Philippe Gilbert
- Waalse Pijl:  Alejandro Valverde
- Luik-Bastenaken-Luik:  Simon Gerrans
- Ronde van Romandië:  Chris Froome
- Ronde van Italië:  Nairo Quintana
- Critérium du Dauphiné:  Andrew Talansky
- Ronde van Zwitserland:  Rui Costa
- Ronde van Frankrijk:  Vincenzo Nibali
- Clásica San Sebastián:  Alejandro Valverde
- Ronde van Polen:  Rafał Majka
- Eneco Tour:  Tim Wellens
- Vattenfall Cyclassics:  Alexander Kristoff
- GP Ouest France-Plouay:  Sylvain Chavanel
- Grote Prijs van Quebec:  Simon Gerrans
- Ronde van Spanje:  Alberto Contador
- Grote Prijs van Montreal:  Simon Gerrans
- Wereldkampioenschappen Ploegentijdrit:  BMC Racing Team
- Ronde van Lombardije:  Daniel Martin
- Ronde van Peking:  Philippe Gilbert

Wereldkampioenschap wegwielrennen
Mannen
- Ploegentijdrit:  BMC
- Tijdrit:  Bradley Wiggins
- Tijdrit Beloften:  Campbell Flakemore
- Wegwedstrijd beloften:  Sven Erik Bystrøm
- Wegwedstrijd:  Michał Kwiatkowski

Vrouwen
- Ploegentijdrit:  Specialized-Lululemon
- Tijdrit:  Lisa Brennauer
- Wegwedstrijd junioren  Amalie Dideriksen
- Tijdrit junioren:  Macey Steward
- Wegwedstrijd:  Pauline Ferrand-Prevot

### Baanwielrennen
Wereldkampioenschap baanwielrennen
Mannen
- Sprint:  François Pervis
- Teamsprint:  Ethan Mitchell, Sam Webster, Edward Dawkins
- Individuele achtervolging:  Alexander Edmondson
- Ploegenachtervolging:  Glenn O'Shea, Alexander Edmondson, Luke Davison, Mitchell Mulhern
- 1 Kilometer tijdrit:  François Pervis
- Keirin:  François Pervis
- Puntenkoers:  Edwin Ávila
- Scratch:  Ivan Kovalev (wielrenner)
- Omnium:  Thomas Boudat

Vrouwen
- Sprint:  Kristina Vogel
- Teamsprint:  Kristina Vogel, Miriam Welte
- Individuele achtervolging:  Joanna Rowsell
- Ploegenachtervolging:  Laura Trott, Katie Archibald, Elinor Barker, Joanna Rowsell
- 500 meter tijdrit:  Miriam Welte
- Keirin:  Kristina Vogel
- Puntenkoers:  Amy Cure
- Scratch:  Kelly Druyts
- Omnium:  Sarah Hammer

### Veldrijden
Nederlands kampioenschap
- Mannen:  Lars van der Haar
- Vrouwen:  Marianne Vos

Belgisch kampioenschap
- Mannen:  Sven Nys
- Vrouwen:  Sanne Cant

Superprestige Sven Nys
bpost bank trofee
- Mannen:  Sven Nys
- Vrouwen:  Sanne Cant

Wereldkampioenschap
- Mannen:  Zdeněk Štybar
- Vrouwen:  Marianne Vos

Wereldbeker
- Mannen:  Lars van der Haar
- Vrouwen:  Katherine Compton

## Zwemmen
NK kortebaan
Europese kampioenschappen
Europees kampioenschap waterpolo mannen
Europees kampioenschap waterpolo vrouwen
Wereldkampioenschappen kortebaan
Wereldbeker
- Mannen:  Chad le Clos
- Vrouwen:  Katinka Hosszú

## Sporter van het jaar
België
- Sportman van het jaar: Thibaut Courtois
- Sportvrouw van het jaar: Nafissatou Thiam
- Sportploeg van het jaar: Belgisch voetbalelftal
- Paralympiër van het jaar: Michèle George
- Coach van het jaar: Marc Wilmots
- Sportbelofte van het jaar: Divock Origi

Nederland
- Sportman van het jaar: Arjen Robben
- Sportvrouw van het jaar: Ireen Wüst
- Sportploeg van het jaar: Nederlands voetbalelftal
- Gehandicapte sporter van het jaar: Bibian Mentel
- Sportcoach van het jaar: Louis van Gaal
- Fanny Blankers-Koen Carrièreprijs: Rintje Ritsma
- Young Talent Award: Max Verstappen

## Overleden
Januari
- 01 - Josep Seguer (90), Spaans voetballer
- 05 - Eusébio (71), Mozambikaans-Portugees voetballer
- 05 - Brian Hart (77), Brits autocoureur en luchtvaartconstructeur
- 05 - Mustapha Zitouni (85), Frans-Algerijns voetballer
- 07 - Emiel Pauwels (95), Belgisch atleet
- 08 - Irma Schuhmacher (88), Nederlands zwemster
- 09 - Eric Palante (50), Belgisch motorcrosser
- 10 - Vugar Gashimov (27), Azerbeidzjaans schaker
- 10 - Ian Redford (53), Schots voetballer
- 13 - Bobby Collins (82), Schots voetballer
- 13 - Jean-François Fauchille (66), Frans rallynavigator
- 14 - Fernand Brosius (79), Luxemburgs voetballer
- 14 - Mae Young (90), Amerikaans professioneel worstelaarster
- 18 - Frans Vermeyen (70), Belgisch voetballer
- 19 - Christopher Chataway (82), Brits atleet, journalist, politicus en zakenman
- 19 - Bert Williams (93), Engels voetballer
- 20 - Leen van de Velde (87), Nederlands voetballer
- 21 - Tony Crook (93), Brits autocoureur
- 23 - Franz Gabl (93), Oostenrijks alpineskiër
- 23 - Jan Pesman (82), Nederlands schaatser
- 25 - Gyula Sax (62), Hongaars schaker
- 26 - Stéphane Lovey (47), Zwitsers golfer
- 26 - Milan Ružić (58), Kroatisch voetballer
- 27 - Ben Hoppenbrouwer (81), Nederlands voetbalscheidsrechter
- 27 - Leen Jansen (83), Nederlands bokser
- 28 - Hans Huber (84), Duits ijshockeyspeler en -trainer

Februari
- 01 - Luis Aragonés (75), Spaans voetbalcoach en voetballer
- 01 - Tony Hateley (72), Engels voetballer
- 01 - Dave Power (85), Australisch atleet
- 03 - Louise Brough (90), Amerikaans tennisster
- 03 - Nel Garritsen (80), Nederlands zwemster
- 07 - Ernie Lyons (99), Iers motorcoureur
- 08 - Philippe Mahut (57), Frans voetballer
- 08 - Andy Paton (91), Schots voetballer
- 08 - Maicon Pereira de Oliveira (25), Braziliaans voetballer
- 09 - Jan Groenendijk (67), Nederlands voetballer
- 10 - Gordon Harris (73), Brits voetballer
- 11 - Jeanné Nell (30), Zuid-Afrikaans baanwielrenner
- 12 - Josef Röhrig (88), Duits voetballer
- 13 - Piero D'Inzeo (90), Italiaans springruiter
- 13 - Richard Møller Nielsen (76), Deens voetballer en voetbaltrainer
- 14 - Tom Finney (91), Engels voetballer
- 15 - Seyithan Akbalik (21), Turks taekwondoka
- 15 - Corrado Benedetti (57), Italiaans voetballer
- 18 - Kresten Bjerre (67), Deens voetballer
- 18 - Nelson Frazier Jr. (43), Amerikaans worstelaar
- 18 - Kristof Goddaert (27), Belgisch wielrenner
- 18 - Jung Hwan Youm (28), Zuid-Koreaans wielrenner
- 19 - Norbert Beuls (57), Belgisch voetballer
- 25 - Pim Bekkering (82), Nederlands voetbaldoelman
- 25 - Antonio Cermeno (44), Venezolaans bokser
- 25 - Mário Coluna (78), Mozambikaans-Portugees voetballer
- 26 - Gordon Nutt (81), Brits voetballer
- 28 - Kevon Carter (30), Trinidiaans voetballer
- 28 - Jef Dorpmans (88), Nederlands voetbalscheidsrechter

Maart
- 03 - Valère Mekeirel (88), Belgisch wielrenner
- 07 - Bob Charles (72), Engels voetbaldoelman
- 08 - Evgeni Krasilnikov (48), Russisch volleybalspeler
- 12 - René Llense (100), Frans voetbaldoelman
- 12 - Zoja Roednova (67), Russisch tafeltennisspeelster
- 13 - Kay Werner Nielsen (92), Deens wielrenner
- 13 - Henk Weerink (77), Nederlands voetbalscheidsrechter
- 16 - Gary Bettenhausen (72), Amerikaans autocoureur
- 17 - Marek Galiński (39), Pools wielrenner
- 17 - Yerlan Pernebekov (18), Kazachs wielrenner
- 18 - Ben Staartjes (85), Nederlands zeiler
- 20 - Hilderaldo Bellini (83), Braziliaans voetballer
- 23 - Ashley Booth (74), Schots voetballer
- 25 - Lode Wouters (84), Belgisch wielrenner
- 27 - Augustin Deleanu (69), Roemeens voetballer
- 31 - John van Nielen (52), Nederlands voetballer

April
- 01 - Lida van der Anker-Doedens (91), Nederlands kanovaarster
- 03 - Pierre Mathieu (70), Nederlands volleybalcoach
- 04 - José Aguilar Pulsar (55), Cubaans bokser
- 05 - Gordon Smith (59), Schots voetballer
- 08 - James Hellwig (54), Amerikaans worstelaar
- 09 - René Mertens (92), Belgisch wielrenner
- 09 - Ferdinando Terruzzi (90), Italiaans baanwielrenner
- 10 - Jan Wagemakers (66), Nederlands motorcoureur
- 11 - Jan Verheezen (76), Nederlands voetbaldoelman
- 12 - Maurício Alves Peruchi (24), Braziliaans-Italiaans voetballer
- 12 - Teddo Gerrits (85), Nederlands hockeyer
- 12 - Pierre-Henri Menthéour (53), Frans wielrenner
- 13 - Emanuele Cassani (25), Italiaans motorcoureur
- 15 - Claudio Tello (50), Chileens voetballer
- 16 - Frank Kopel (65), Schots voetballer
- 17 - Karl Meiler (64), Duits tennisser en tennistrainer
- 17 - Thijs Sluiter (91), Nederlands voetballer
- 18 - Dylan Tombides (20), Australisch voetballer
- 20 - Rubin Carter (76), Amerikaans bokser en moordverdachte
- 21 - Ton Carton (65), Nederlands voetbaltrainer
- 22 - Werner Potzernheim (87), Duits wielrenner
- 23 - Jaap Havekotte (102), Nederlands schaatser en ondernemer
- 23 - Conrado Marrero (102), Cubaans honkballer
- 24 - Sandy Jardine (65), Schots voetballer
- 25 - Tito Vilanova (45), Spaans voetballer en voetbaltrainer
- 27 - Vujadin Boškov (82), Servisch voetballer en voetbaltrainer
- 29 - Tahar Chaïbi (68), Tunesisch voetballer

Mei
- 02 - Andrey Korneev (40), Russisch zwemmer
- 02 - Nigel Stepney (56), Brits Formule 1-engineer
- 03 - Paulus Wildeboer (59), Nederlands zwemtrainer
- 04 - Elena Baltacha (30), Oekraïens-Brits tennisster
- 04 - Al Pease (92), Canadees autocoureur
- 04 - Tony Settember (87), Amerikaans autocoureur
- 06 - Jimmy Ellis (74), Amerikaans bokser
- 08 -Yago Lamela (36), Spaans atleet
- 09 - Terry Farmer (82), Engels voetballer
- 09 - Mel Patton (89), Amerikaans atleet
- 13 - Anthony Villanueva (69), Filipijns bokser
- 16 - Vito Favero (81), Italiaans wielrenner
- 18 - Kaiketsu Masateru (66), Japans sumoworstelaar en sportbestuurder
- 19 - Jack Brabham (88), Australisch autocoureur
- 19 - Gig Stephens (87), Amerikaans autocoureur
- 23 - Joel Camargo (67), Braziliaans voetballer
- 28 - Pierre Bernard (81), Frans voetballer
- 28 - Isaac Kungwane (43), Zuid-Afrikaans voetballer en voetbalanalist
- 29 - Richard Dürr (75), Zwitsers voetballer
- 29 - Roelf Greving  (78),  Nederlands voetballer
- 30 - Jacques-André Hochart (65), Frans wielrenner

Juni
- 01 - Marinho Chagas (62), Braziliaans voetballer
- 02 - Nicolai Khrenkov (29), Russisch bobsleeër
- 05 - Johnny Leach (91), Brits tafeltennisser
- 07 - Fernandão (36), Braziliaans voetballer
- 09 - Alain Desaever (61), Belgisch wielrenner
- 10 - Sebastián Alabanda (63), Spaans voetballer
- 11 - Piet de Jong (83), Nederlands voetballer
- 11 - Juan López Hita (69), Spaans voetballer
- 13 - Gyula Grosics (88), Hongaars voetbaldoelman
- 14 - Alex Chandre de Oliveira (36), Braziliaans voetballer
- 15 - Piet Oellibrandt (78), Belgisch wielrenner
- 17 - Paul England (85), Australisch autocoureur
- 19 - Ibrahim Touré (28), Ivoriaans voetballer
- 25 - Hubert Bourdy (57), Frans springruiter
- 26 - Nina Hoekman (49), Oekraïens-Nederlands damster
- 29 - Damian D'Oliveira (53), Zuid-Afrikaans cricketspeler

Juli
- 02 - Errie Ball (103), Amerikaans golfspeler
- 03 - Volkmar Groß (66), Duits voetbaldoelman
- 06 - Dave Legeno (50), Brits acteur en vechtsporter
- 06 - Martin Van Geneugden (82), Belgisch wielrenner
- 07 - Alfredo Di Stéfano (88), Argentijns-Spaans voetballer en voetbaltrainer
- 07 - Francisco Gabica (76), Spaans wielrenner
- 11 - Jean-Louis Gauthier (58), Frans wielrenner
- 13 - Joop van Basten (84), Nederlands voetballer
- 13 - Jan Nolten (84), Nederlands wielrenner
- 14 - Alice Coachman (90), Amerikaans atlete
- 14 - Horacio Troche (79), Uruguayaans voetballer
- 14 - Vasile Zavoda (84), Roemeens voetballer en voetbaltrainer
- 15 - Edda Bruning (77), Duits tennisster
- 16 - Julio Abbadie (83), Uruguyaans voetballer
- 18 - Andreas Biermann (33), Duits voetballer
- 22 - Morris Stevenson (71), Schots voetballer
- 24 - Cees Heerschop (79), Nederlands voetballer
- 27 - Alex Forbes (89), Schots voetballer
- 28 - Torrin Lawrence (25), Amerikaans atleet
- 30 - Julio Grondona (82), Argentijns voetbalbestuurder
- 31 - Robert De Bal (84), Belgisch wielrenner
- 31 - Helmuth Duholm (88), Deens atleet

Augustus
- 01 - Valyantsin Byalkevich (41), Wit-Russisch voetballer
- 03 - Wimper Guerrero (32), Ecuadoraans voetballer
- 04 - Has van Cuijk (67), Nederlands atletiekcoach
- 05 - Angéla Németh (68), Hongaars atlete
- 06 - Ralph Bryans (72), Brits motorcoureur
- 09 - Andrij Bal (56), Oekraïens-Russisch voetballer en voetbaltrainer
- 11 - Vladimir Beara (85), Joegoslavisch voetbaldoelman en -trainer
- 11 - Stelio Nardin (74), Italiaans voetballer
- 12 - Abel Laudonio (75), Argentijns bokser
- 12 - Kazimierz Trampisz (85), Pools voetballer
- 14 - Javier Guzmán (69), Mexicaans voetballer
- 14 - Helga Köhler (89), Duits springruitster
- 15 - Kurt Meier (67), Zwitsers schaker
- 16 - Jean Mbuyu (78), Belgisch-Congolees voetballer
- 17 - Sammy Conn (52), Schots voetballer
- 18 - Hashim Khan (100), Pakistaans-Amerikaans squashspeler en -leraar
- 18 - Jean Nicolay (76), Belgisch voetbaldoelman
- 23 - Albert Ebossé Bodjongo (24), Kameroens voetballer
- 23 - Annefleur Kalvenhaar (20), Nederlands mountainbikester en veldrijdster
- 24 - Roger De Clercq (83), Belgisch veldrijder
- 25 - Alfredo Martini (93), Italiaans wielrenner en wielrenploegleider
- 27 - Jean-François Beltramini (66), Frans voetballer
- 27 - Bobby Kinloch (79), Schots voetballer
- 28 - Fernando Zunzunegui (70), Spaans voetballer
- 29 - Björn Waldegård (70), Zweeds rallyrijder
- 30 - Igor Decraene (18), Belgisch wielrenner
- 31 - Jonathan Williams (71), Brits autocoureur

September
- 06 - Kira Zvorykina (94), Oekraïens-Russisch schaakster
- 10 - António Garrido (81), Portugees voetbalscheidsrechter
- 10 - Károly Sándor (85), Hongaars voetballer
- 13 - Milan Galić (76), Joegoslavisch voetballer
- 13 - Dmitri Sakoenenko (84), Russisch schaatser
- 14 - Bruno Castanheira (37), Portugees wielrenner
- 15 - Alpha Ibraham Diallo (82), Guinees sportbestuurder
- 16 - Jef Lataster (92), Nederlands atleet
- 17 - Andrej Goesin (41), Oekraïens voetballer
- 20 - Pino Cerami (92), Italiaans-Belgisch wielrenner
- 20 - Erwin Sparendam (80), Surinaams-Nederlands voetballer
- 21 - Caldwell Jones (64), Amerikaans basketbalspeler
- 21 - Jan Werner (68), Pools atleet
- 28 - Joop Pattiselanno (79), Nederlands voetballer

Oktober
- 02 - Jan Rem (84), Nederlands atleet
- 03 - Jean-Jacques Marcel (83), Frans voetballer
- 04 - Fjodor Tsjerenkov (55), Russisch voetballer
- 05 - John Best (74), Amerikaans voetballer en voetbaltrainer
- 05 - Andrea de Cesaris (55), Italiaans formule 1-coureur
- 06 - Serhiy Zakarlyuka (38), Oekraïens voetballer
- 08 - Jeen van den Berg (86), Nederlands schaatser
- 09 - Frans van Tuijl (89), Nederlands voetballer
- 10 - Valeri Karpov (43), Russisch ijshockeyer
- 11 - Carmelo Simeone (81), Argentijns voetballer
- 12 - Graham Miles (73), Brits snookerspeler* Roberto Telch (70), Argentijns voetballer
- 13 - Wally Jansen (69), Nederlands voetbaltrainer* Pontus Segerström (33), Zweeds voetballer
- 14 - Helmut Nordhaus (92), Duits voetballer
- 17 - Daisuke Oku (38), Japans voetballer
- 19 - Miloslava Rezková (64), Tsjechisch hoogspringster
- 20 - Gert Bonk (63), Duits gewichtheffer
- 22 - Rinnat Safin (74), Russisch atleet
- 23 - André Piters (83), Belgisch voetballer
- 24 - Mbulaeni Mulaudzi (34), Zuid-Afrikaans atleet
- 25 - Phindile Mwelase (31), Zuid-Afrikaans boksster
- 26 - Senzo Meyiwa (27), Zuid-Afrikaans voetbaldoelman
- 26 - Oscar Taveras (22), Dominicaans-Canadees honkballer
- 29 - Rainer Hasler (56), Liechtensteins voetballer
- 29 - Klas Ingesson (46), Zweeds voetballer en voetbaltrainer
- 31 - Pat Partridge (81), Engels voetbalscheidsrechter

November
- 01 - Gustau Biosca (86), Spaans voetballer
- 01 - Jackie Fairweather (46), Australisch (tri)atlete
- 03 - Ivor Seemley (85), Engels voetballer
- 05 - Hans Nijman (55), Nederlands vechtsporter
- 08 - Hein Essink (80), Nederlands judoka
- 08 - Otto Ziege (88), Duits wielrenner
- 09 - Willy Monty (75), Belgisch wielrenner
- 12 - Viktor Serebrianikov (74), Sovjet-Oekraïens voetballer
- 13 - Jim Storrie (74), Schots voetballer
- 15 - Valéry Mézague (30), Kameroens voetballer
- 16 - José Luis Viejo (65), Spaans wielrenner
- 17 - Ilija Pantelić (72), Joegoslavisch voetbaldoelman
- 18 - Alain Gilles (69), Frans basketbalspeler
- 18 - Ramón Hoyos (82), Colombiaans wielrenner
- 22 - Horst Fügner (91), Oost-Duits motorcoureur
- 22 - Bean van Limbeek (70), Nederlands kleiduivenschutter
- 23 - Dorothy Cheney (98), Amerikaans tennisspeelster
- 24 - Viktor Tikhonov (84), Russisch ijshockeycoach
- 27 - Phillip Hughes (25), Australisch cricketspeler
- 27 - Jack Kyle (88), Iers rugbyspeler

December
- 02 - Jean Béliveau (83), Canadees ijshockeyer
- 03 - Sjef Janssen (95), Nederlands wielrenner
- 06 - Herman Wink (79), Nederlands voetballer
- 07 - Jerzy Wilim (73), Pools voetballer
- 10 - Gerard Vianen (70), Nederlands wielrenner
- 12 - John Baxter (78), Schots voetballer
- 18 - Ante Žanetić (79), Kroatisch voetballer en voetbaltrainer
- 20 - Henk Krikke (60), Nederlands ijshockeyer
- 22 - Nate Fox (37), Amerikaans basketbalspeler
- 22 - Fritz Sdunek (67), Duits bokscoach
- 24 - Bob Hall (87), Amerikaans basketbalspeler
- 24 - Tinus Udding (74), Nederlands schaatser
- 25 - Henk Geutjes (90), Nederlands voetbaldoelman
- 27 - Ron Henry (80), Engels voetballer
- 27 - Erich Retter (89), Duits voetballer
- 29 - Odd Iversen (69), Noors voetballer

1965 · 1966 · 1967 · 1968 · 1969 · 1970 · 1971 · 1972 ·1973 · 1974 · 1975 · 1976 · 1977 · 1978 · 1979 · 1980 · 1981 · 1982 · 1983 · 1984 · 1985 · 1986 · 1987 · 1988 · 1989 · 1990 · 1991 · 1992 · 1993 · 1994 · 1995 · 1996 · 1997 · 1998 · 1999 · 2000 · 2001 · 2002 · 2003 · 2004 · 2005 · 2006 · 2007 · 2008 · 2009 · 2010 · 2011 · 2012 · 2013 · 2014 · 2015 · 2016 · 2017 · 2018 · 2019 · 2020 · 2021 · 2022 · 2023 · 2024 · 2025